# Hindeloopen
Hindeloopen (Standaard-Fries: Hylpen ([’hilpn]), Hindeloopers: Hielpen, Woudfries en Kleifries: Hynljippen) is een stad in de Nederlandse gemeente Súdwest-Fryslân, provincie Friesland en is op Sloten na de kleinste van de Friese elf steden. In 2023 telde Hindeloopen 860 inwoners, waarvan ruim 70 in het relatief grote buitengebied van de stad wonen. Hindeloopen was tot 1984 een zelfstandige gemeente.
Het stadje was ooit een belangrijke handelshaven en was nauw verbonden aan de Hanze. Doordat de plaats geïsoleerd lag van het achterland, heeft Hindeloopen een eigen cultuur en dialect ontwikkeld; afwijkend van de rest van Friesland. De stad ligt direct aan het IJsselmeer. Door Hindeloopen lopen de wateren Zijlroede, de Indijk (Yndyk) en de Oude Oostervaart (Aesterfaart).
Hindeloopen ligt ten zuidwesten van Workum, ten noordwesten van Koudum en heeft een grote jachthaven aan het IJsselmeer met wat vakantiehuizen, vakantiepark en enkele campings.

## Dialect
In Hindeloopen wordt een dialect gesproken, het Hindeloopers of Hylpers, dat sterk afwijkt van het Westerlauwers Fries. De stad had weinig contact met het achterland, maar vanuit Hindeloopen werd handel gedreven met Scandinavië, de landen rond de Oostzee, en Engeland. Het dialect is hier sterk door beïnvloed. Het meest opvallende is dat de middeleeuwse klinkers behouden zijn. Omdat de taal zo afwijkt van het Fries is het Hindeloopers voor de meeste Friezen moeilijk te verstaan.

## Naam van de stad
In 822 werd de plaats vermeld als Hitinkufe (lees: Hintinlufe) en Hintinluofe. Eveneens uit de 9e eeuw stamt de vorm Hindahlop. Daarna komt de plaats in de 13e eeuw voor als Hindelepum, in 1398 als Hinlopen, in 1436 als Hindelopen en in 1538 als Hendelopen. DIcht bij het hedendaagse Fries liggen de vormen to Hyndehlepen in 1487 en  Hyndleepen in 1544. De plaatsnaam zou verwijzen naar de 'sprong' of 'loop' (hlop) van een 'hinde' (hinda). Fantasierijke 17e-eeuwse auteurs brachten dit ook wel in verband met het legendarische Kreilerwoud, waar de koningen van Friesland de jacht zouden hebben uitgeoefend.

## Geschiedenis
Hindeloopen is in de 8e eeuw ontstaan als een kleine nederzetting, maar groeide uit tot een belangrijke plaats. Doordat de Zuiderzeekust veranderde, kwam Hindeloopen aan zee te liggen en werd Hindeloopen een handelsplaats. Deze kreeg in 1225 stadsrechten en is een van de Friese elf steden. Ondanks dat de stad geen haven had, maar slechts een rede in de Zuiderzee, was Hindeloopen lange tijd een belangrijke aanlegplaats voor schepen vanuit Amsterdam die op doorreis waren. In 1368 tekende de stad een overeenkomst met de Hanze. De stad zou geen Hanzestad worden maar wel nauw verbonden blijven met deze handelsorganisatie. De Hindelooper Grootschippers voeren in hun fluitschepen naar de Oostzee om handel te drijven. Ze verkochten in de Oostzeelanden veel Nederlandse producten zoals jenever en wollen stoffen. Op de terugreis naar Hindeloopen werd hout getransporteerd naar Amsterdam en de Zaanstreek. Uit deze periode stammen ook de bijzondere cultuur, de Hindelooper schilderkunst en de Hinderlooper klederdracht.
De bloeiperiode van de stad lag tussen 1650 en 1790, toen Hindeloopen een grote vloot bezat van ruim tachtig schepen. Volgens gegevens van de lokale belastingen uit 1749 had de stad 1600 inwoners. Aan de kapitale 17e- en 18e-eeuwse kapiteinshuizen is nog te zien hoe rijk de Hindeloopers waren.
In de 18e eeuw nam het belang van de stad af door de concurrentie van Amsterdam en doordat tijdens de napoleontische tijd handelsbeperkingen werden opgelegd. De stad verarmde en werd steeds meer een vissersplaats. De vissersschepen droegen de lettercode HI.
Hindeloopen vormde een zelfstandige gemeente, tot die in 1984 samen met Workum, Stavoren en een groot deel van Hemelumer Oldeferd opging in de nieuwe gemeente Nijefurd. Per 1 januari 2011 maakt Hindeloopen deel uit van de fusiegemeente Súdwest-Fryslân.

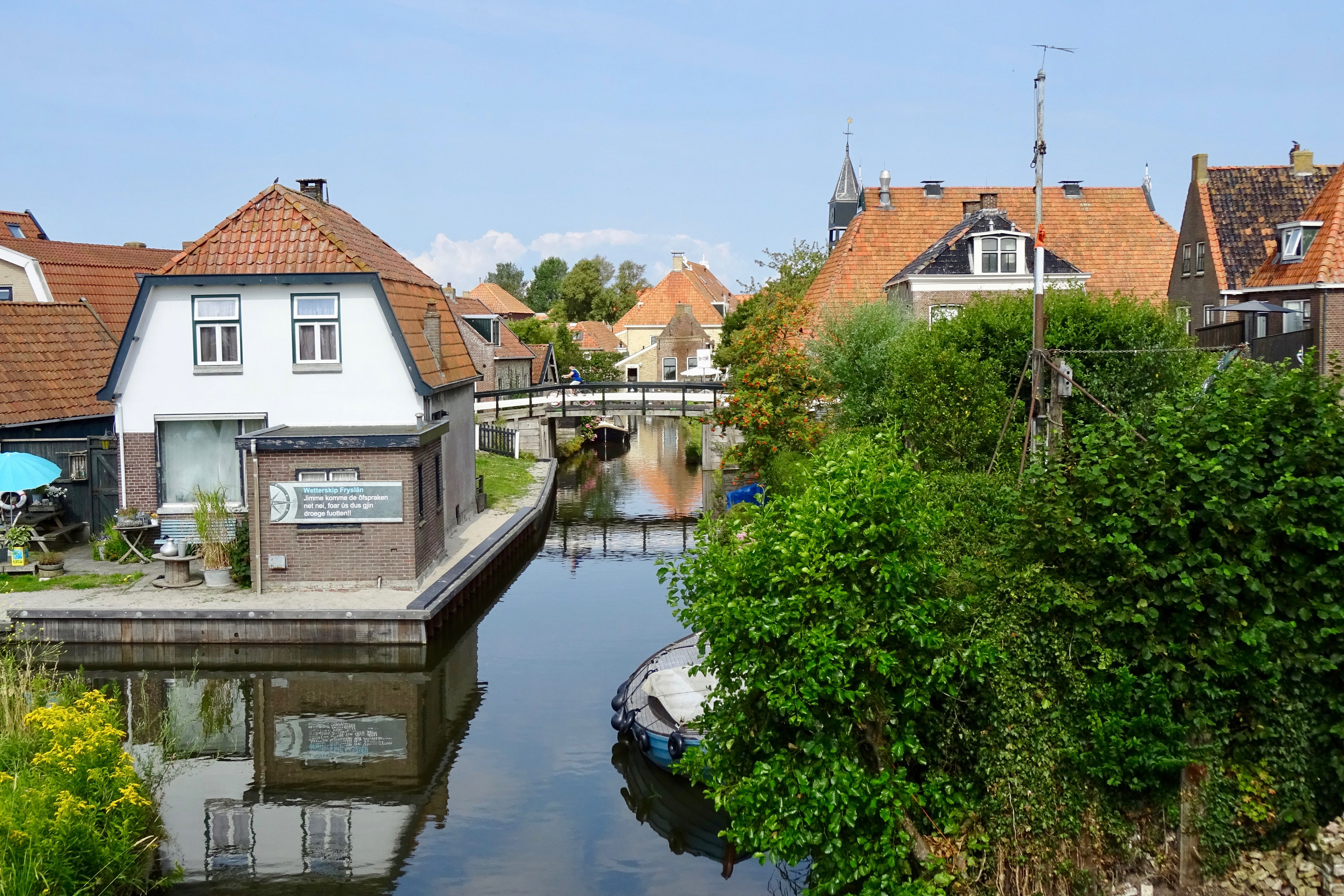
Zicht op Hindeloopen vanaf de brug over de Aesterfaart (2018)
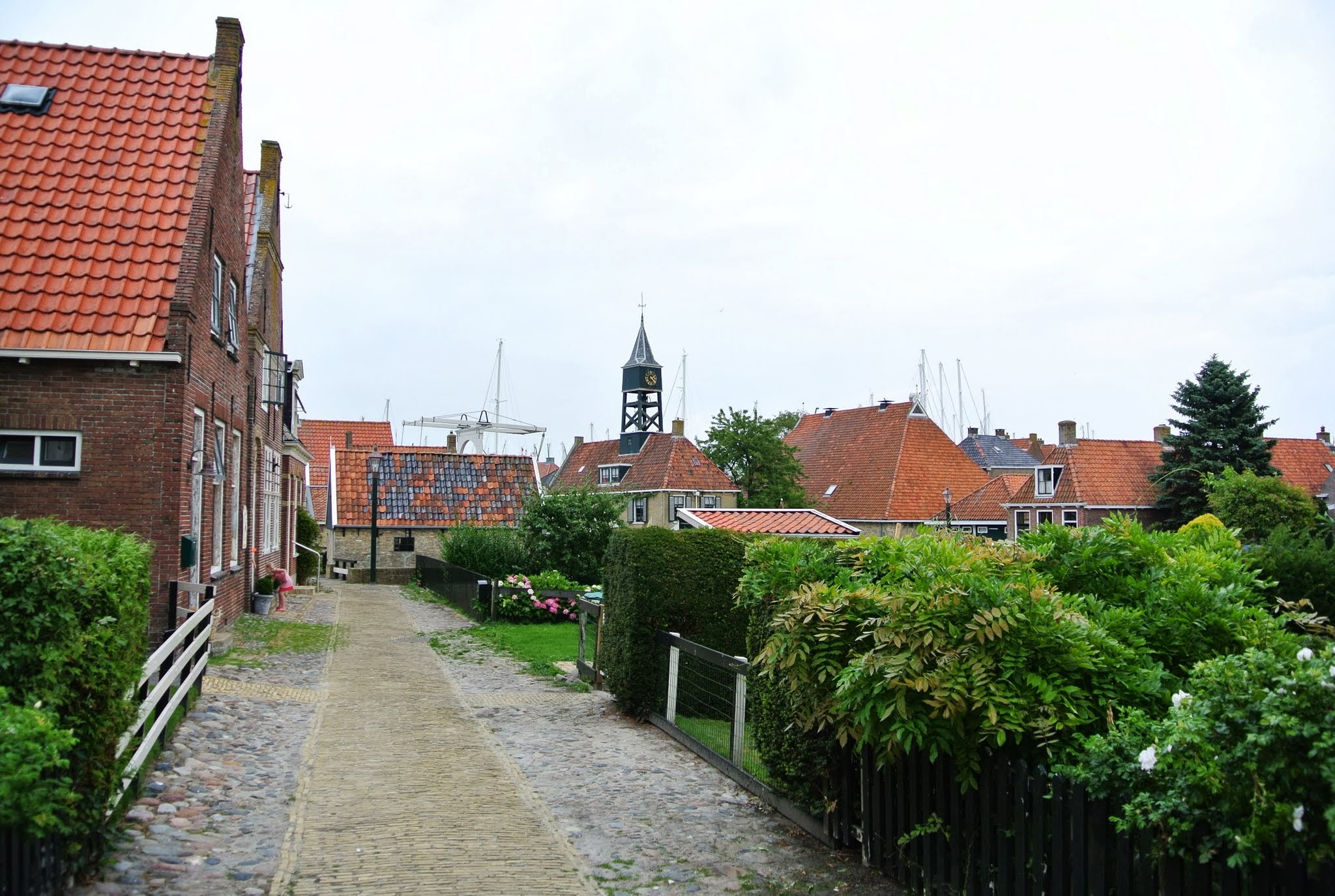
Kalverstraat (2013)
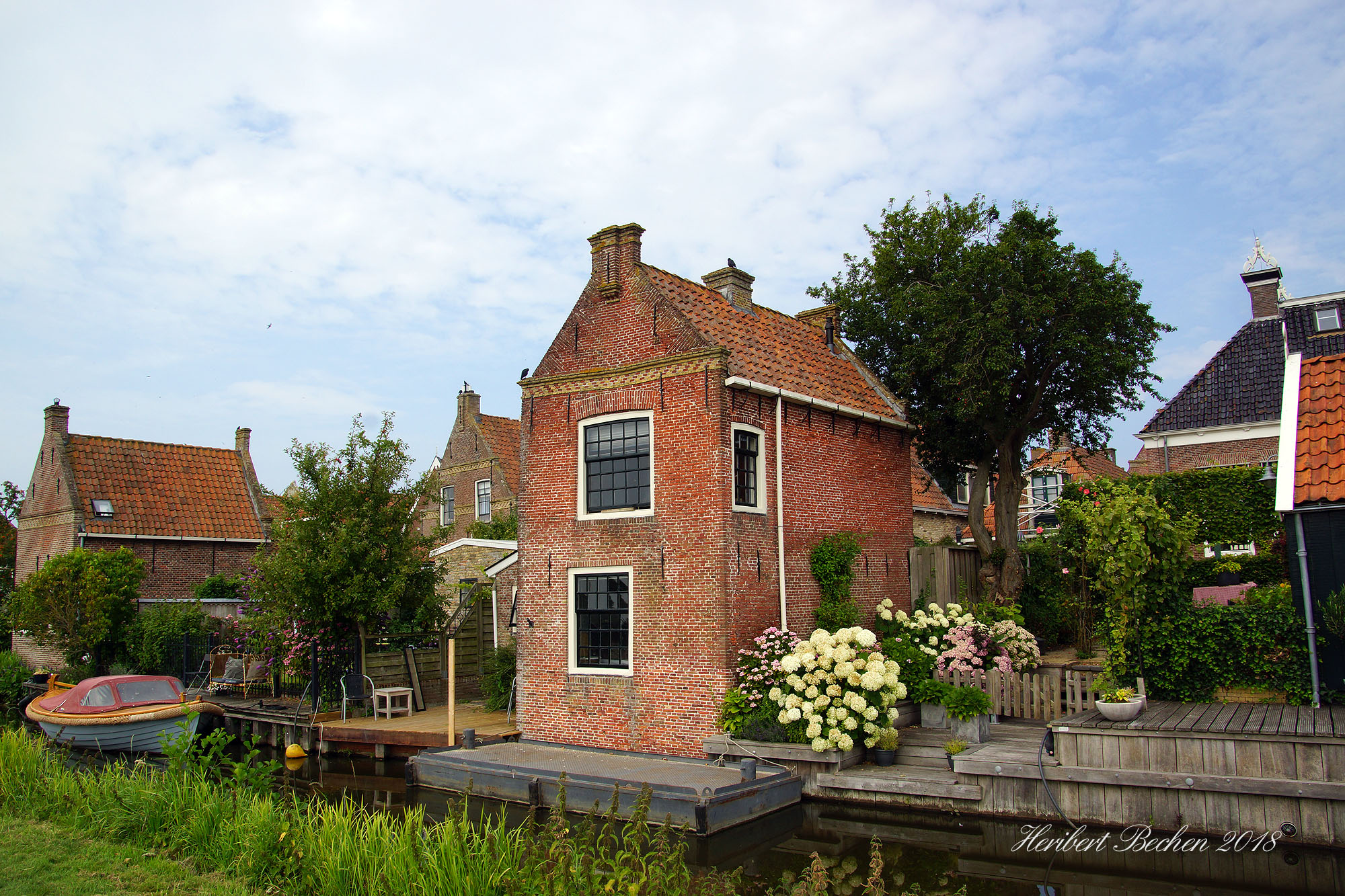
Bebouwing aan de Nieuwstad (2018)

## Beschermd stadsgezicht
Een deel van Hindeloopen is het Rijksbeschermd gezicht Hindeloopen, een van de beschermde stads- en dorpsgezichten in Friesland. De stad ligt op een landtong en wordt aan drie kanten omringd door het IJsselmeer. Hindeloopen wordt gekenmerkt door haar smalle grachten, kleine bruggen en stegen. Verder zijn er in de stad verschillende rijksmonumenten. In 2005 werd de oude vissershaven van de stad gerestaureerd en weer aangelegd zoals deze er rond 1930 uitzag.
Alhoewel Hindeloopen klein is, zijn er veel bezienswaardigheden, zoals:
- Voormalig stadhuis, nu museum
- Voormalige overdekte visafslag, nu leugenbank uit 1785
- De Sluis Hindeloopen is een schutsluis en vormt de verbinding voor de pleziervaart tussen het centrum, de haven en het IJsselmeer (Jan Broerskanaal). De voormalige Zuiderzeesluis wordt nog steeds met de hand bediend. Over de sluis ligt ook een brug.
- Het sluiswachtershuis, het Sylhús. Dit voormalig havengebouw heeft een open klokken(stoel)toren uit 1619. In de gevel is een afbeelding uit 1911 van de Wonderbare visvangst te zien.
- De commandeurswoningen. Hier woonden de kapiteins met hun gezin. Deze huizen hebben een klein naastgelegen huisje, de zogenaamde likhûzen. De traditie was dat wanneer de kapitein in de zomermaanden op zee was, de rest van het gezin het kleine huisje bewoonde.
- De Blauwe loods, een voormalige locatie van de KNRM met een scheepshelling waar vroeger reddingsboten mee te water werden gelaten. De Blauwe loods is een museum waar een maquette te zien is van de vissershaven van rond 1930.
- Achter de Grote Kerk is een van de 11Fountains te vinden, genaamd Flora & Fauna waarin het oude stadswapen wordt uitgebeeld.
- Het badpaviljoen op de dijk in art nouveaustijl.

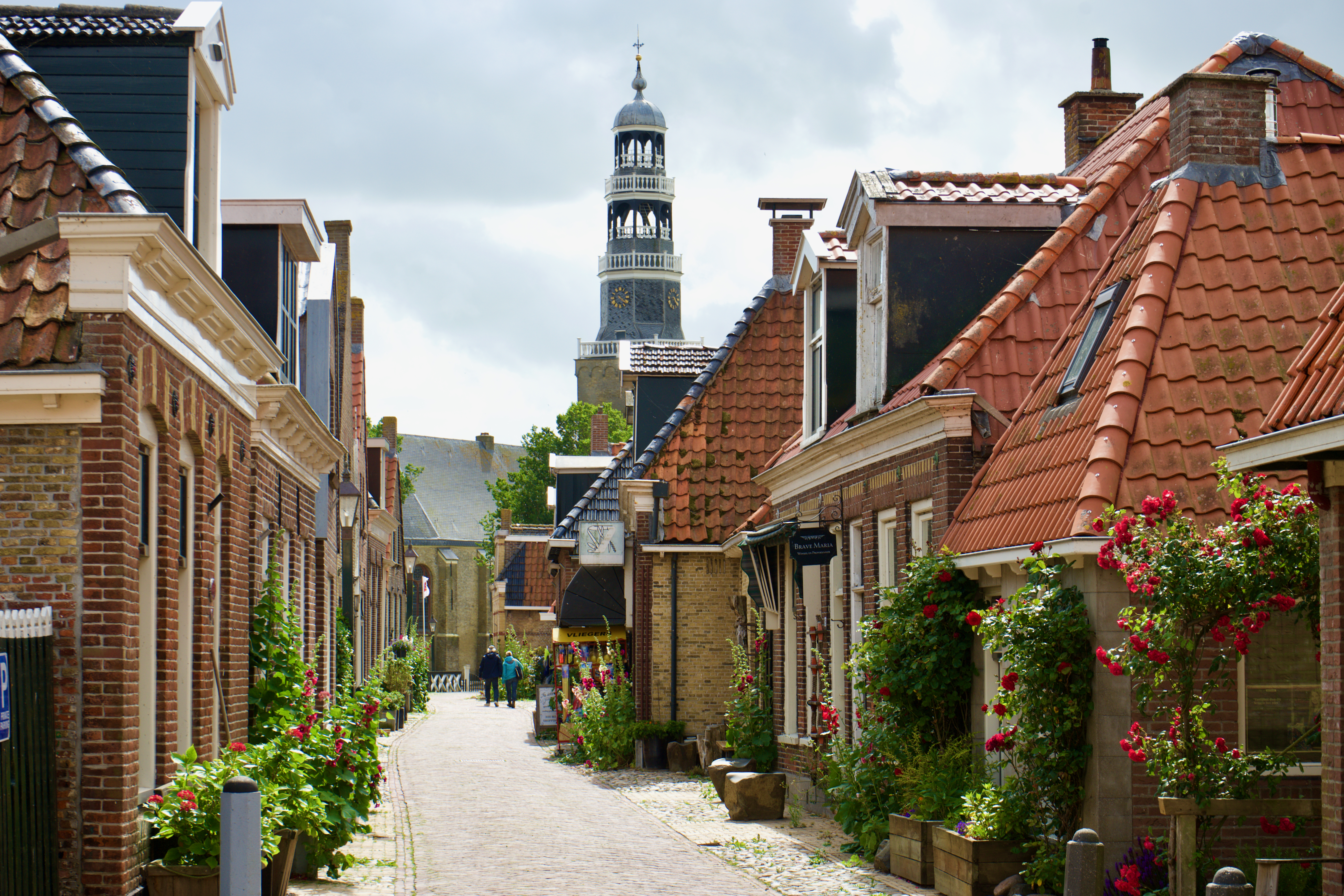
Het straatje Buren (2020)
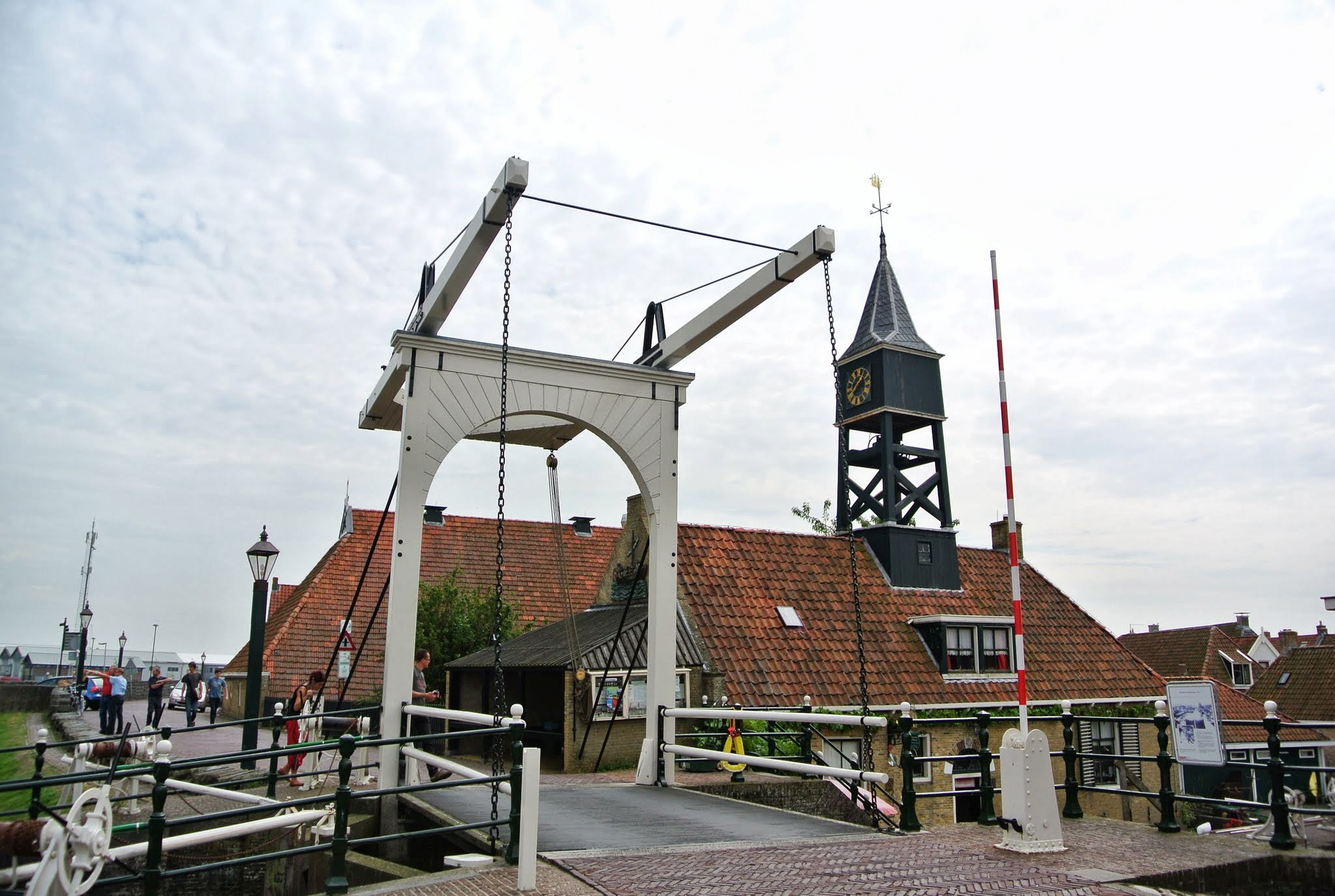
De houten ophaalbrug tussen de haven en de Schutsluis met daarachter het Sylhús (2013)
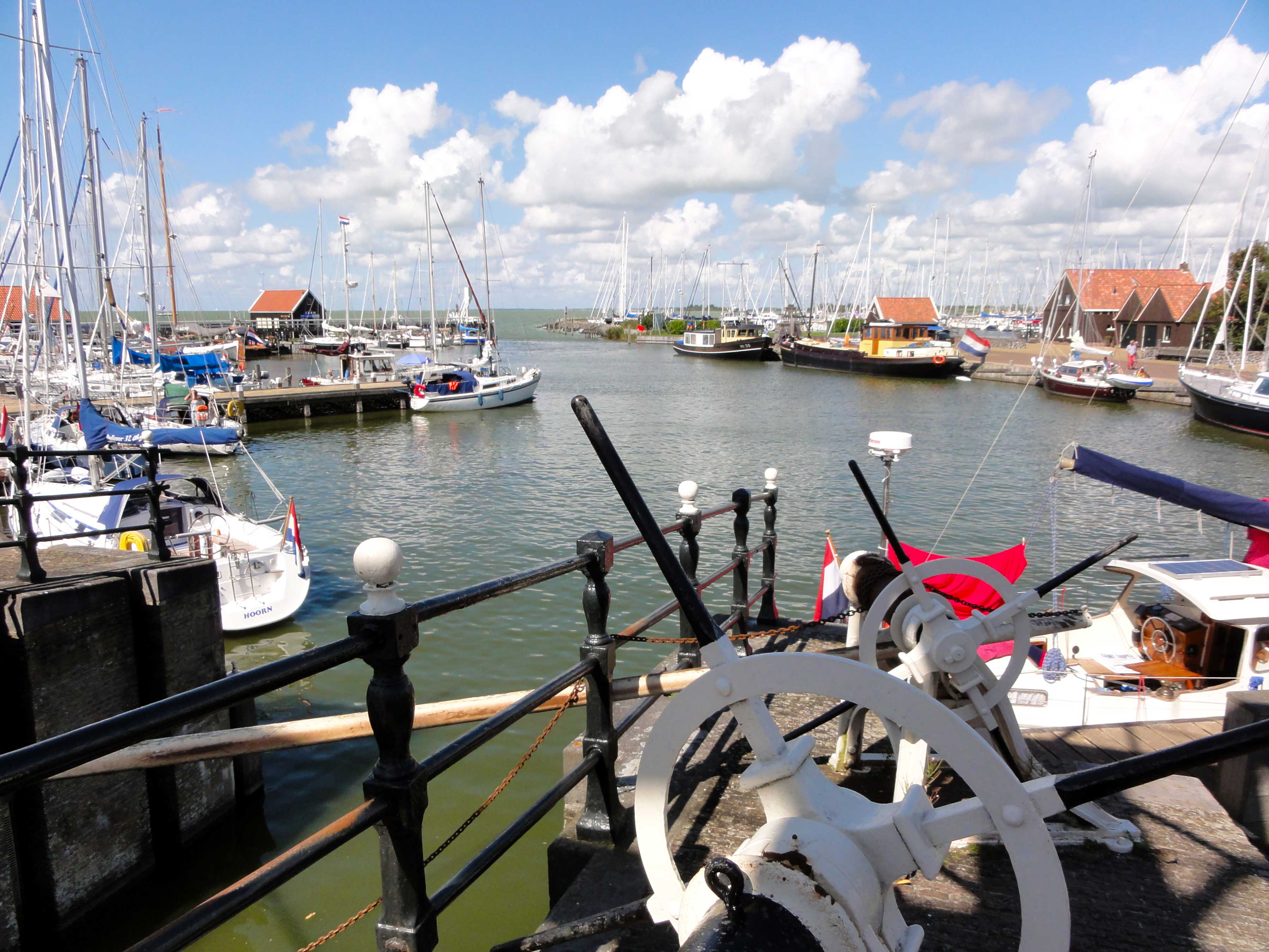
De haven in 2011
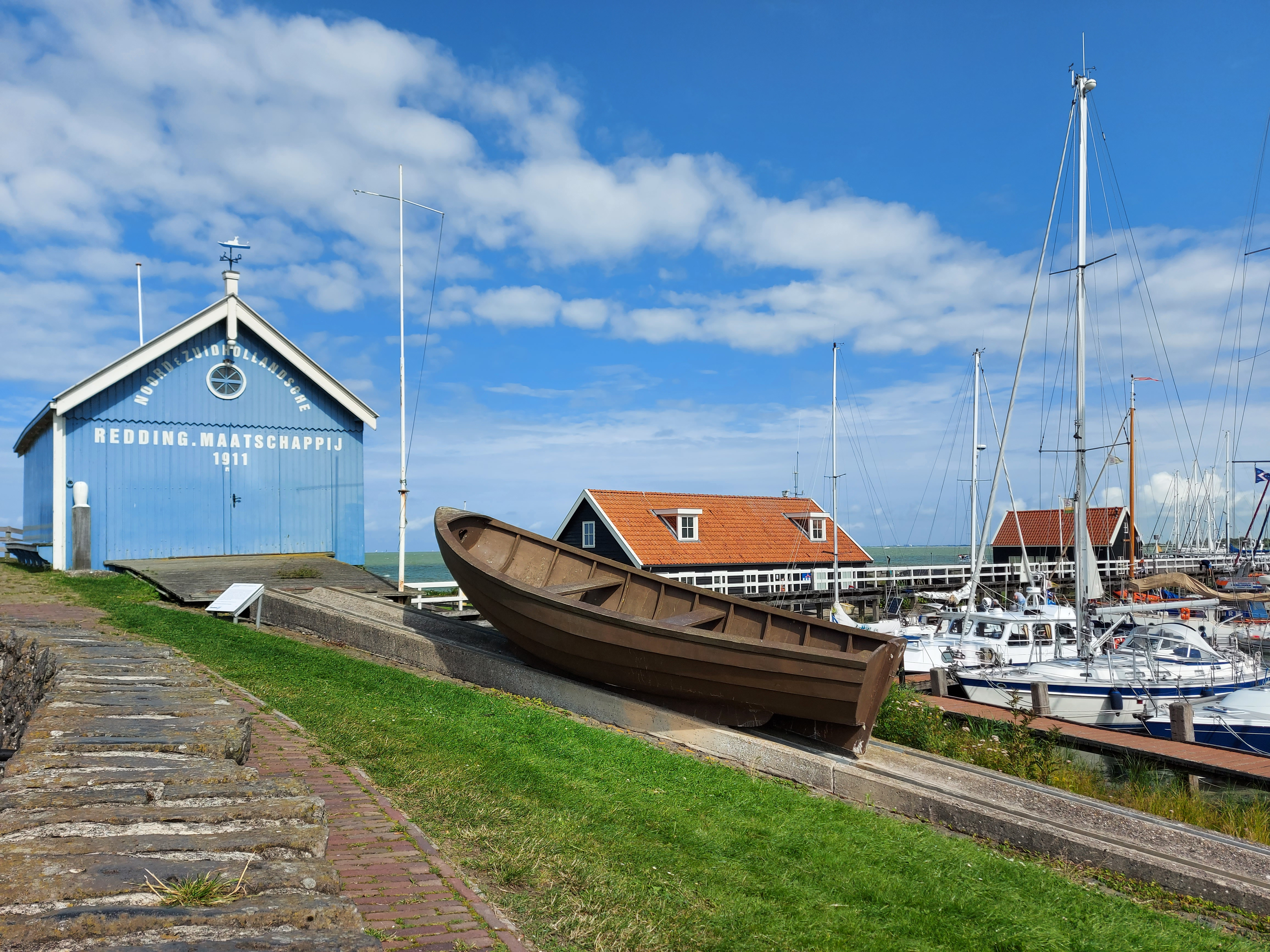
Het blauwe hok, voormalige bergplaats roeireddingsboot KNRM (2021)

## Kerken
In de stad staan enkele kerken. De meest prominente kerk is de Grote Kerk (Hindeloopers: Graet Serke) uit 1632, vroeger van de Hervormde gemeente en later van de PKN. Verder is er de Westertoren uit 1593. Dicht bij elkaar staan de Grote Vermaning en de Kleine Vermaning. De Grote Vermaning of het Groote Huys is de doopsgezinde kerk uit 1653, aanvankelijk gebouwd voor de verenigde gemeente, later in handen van de (conservatieve) vlaamse gemeente. Het was het grootste doopsgezinde kerkgebouw van Friesland. De Kleine Vermaning of het Kleine Huys, ook wel de Likserke genoemd, diende vermaanhuis voor de hiervan afgesplitste waterlandse gemeente. De Kleine Vermaning is verbouwd tot woning. 

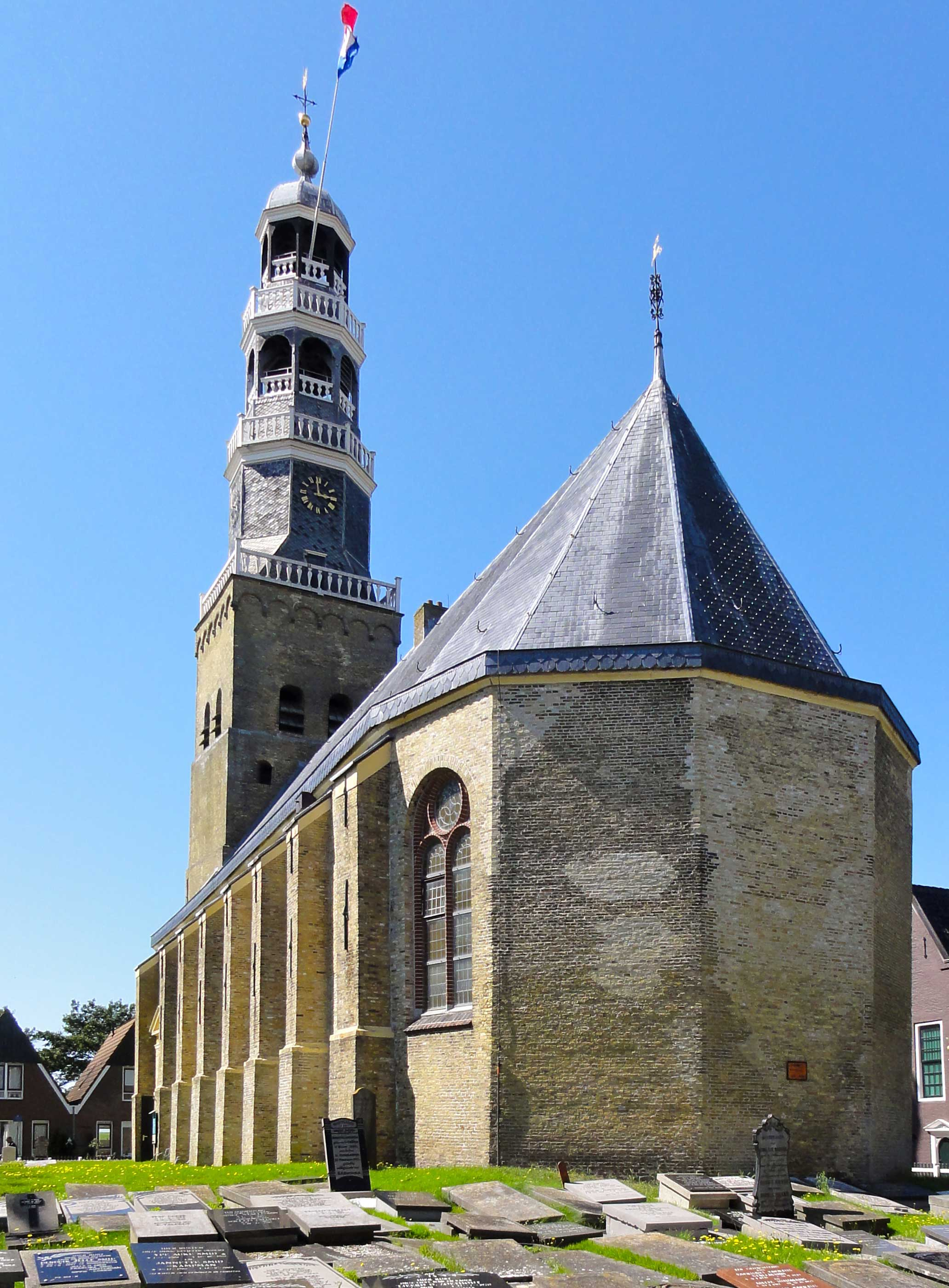
Grote Kerk (2011)
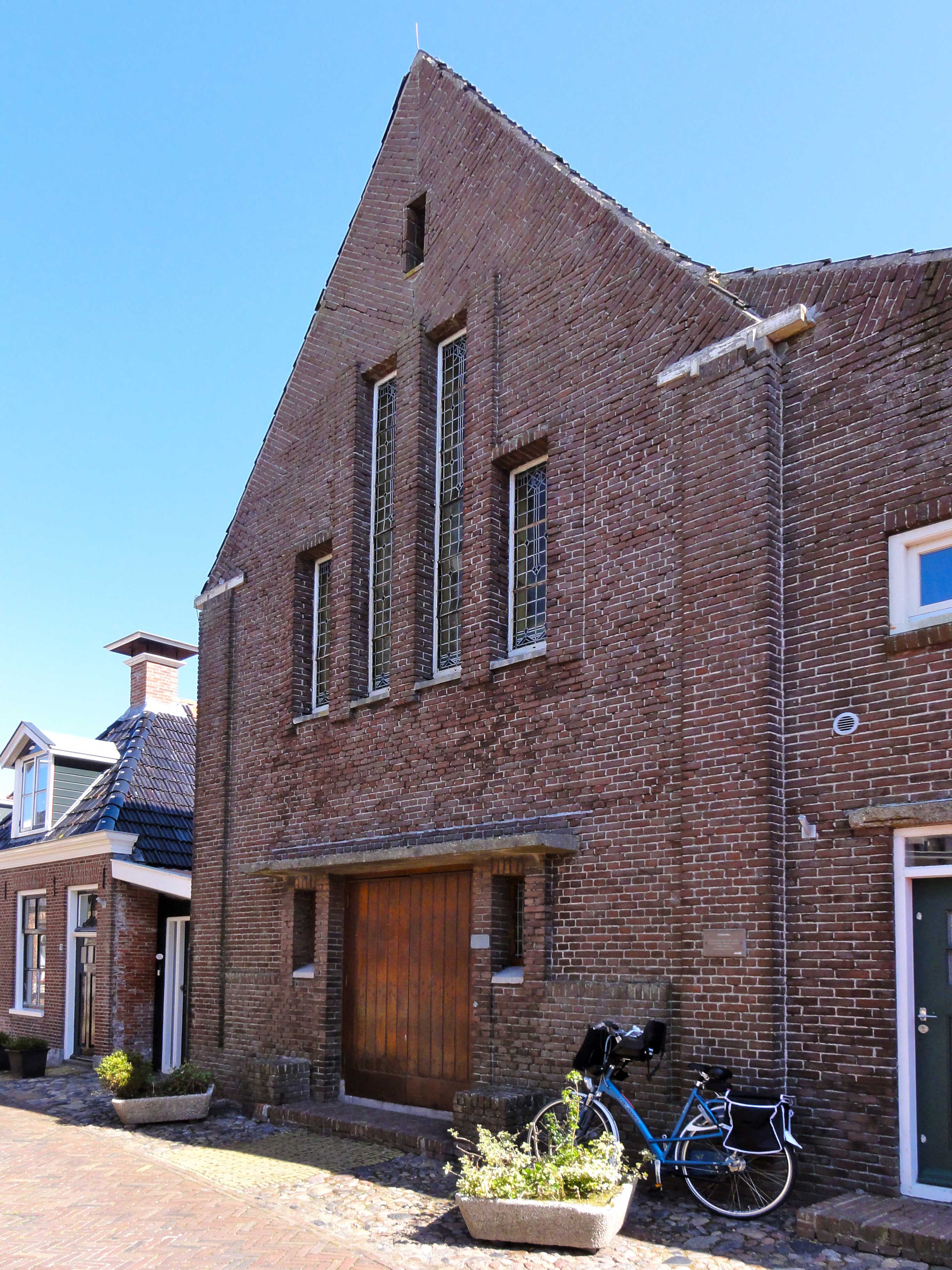
Doopsgezinde kerk (2011)

## Folklore

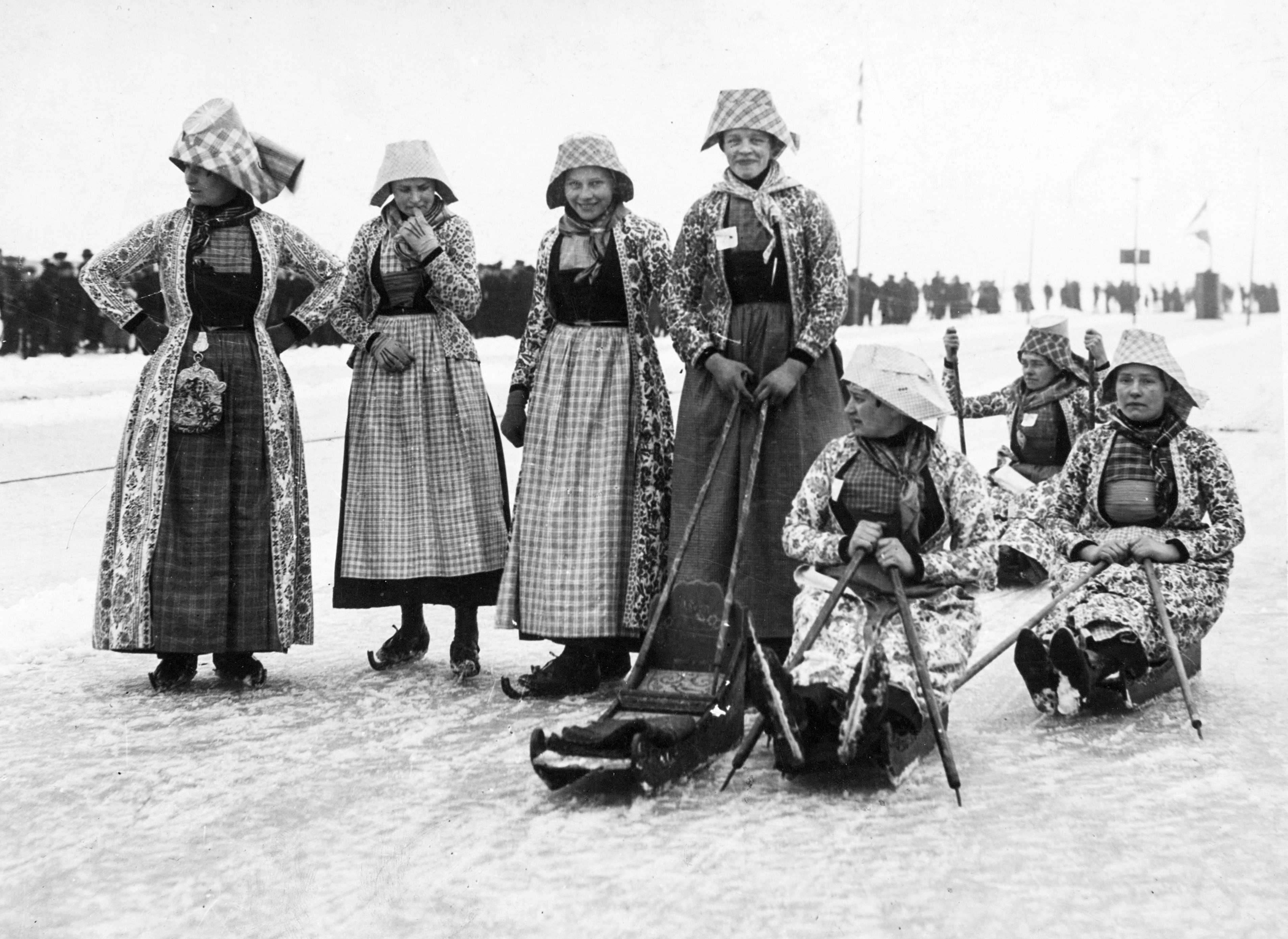
Hindeloopen (1924)

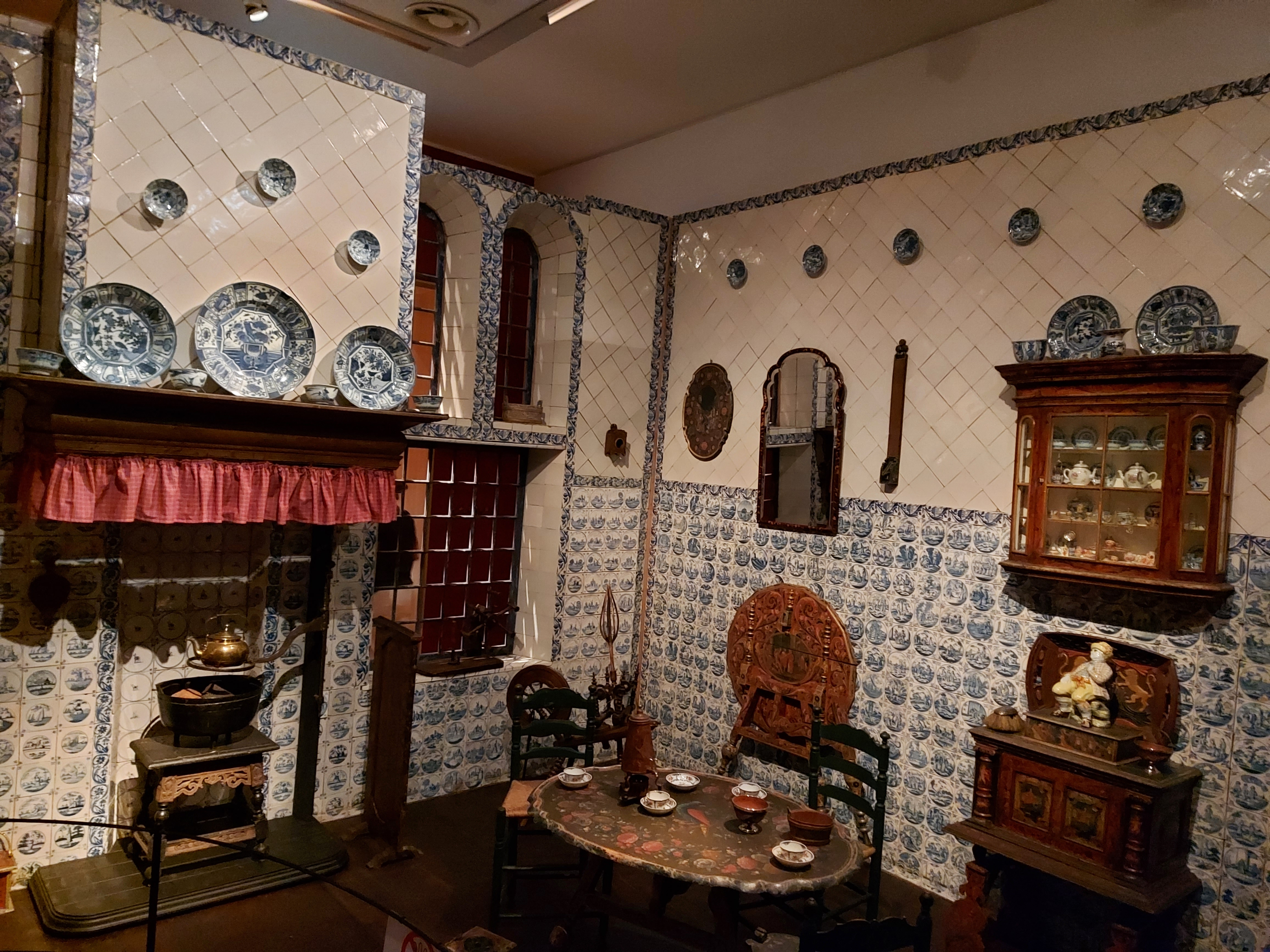
De Hindelooper kamer in het Fries Museum, Leeuwarden (2009)

Hindeloopen had vroeger zijn eigen klederdracht. Anno 21ste eeuw toont alleen de folkloristische zang- en dansgroep "Aald Hielpen" de klederdracht nog bij optredens in Hindeloopen of ver daarbuiten, tot in Amerika en Japan toe.
De Hindelooper schilderkunst is wereldwijd beroemd. De Hindeloopers hadden vanaf de 17e eeuw hun eigen stijl waarin ze hun meubels, Bedsteewanden, reiskoffers en miniatuurmeubeltjes beschilderden, met eigen kleuren en motieven. Krullen, bloemen, bladeren, Bijbelse taferelen, mythologische goden en allegorische vrouwenfiguren werden in de kenmerkende kleuren rood, blauw, wit en groen op de meubels geschilderd. De motieven werden uit platenbijbels en prentenboeken gehaald.
Op de Wereldtentoonstelling van 1889 in Parijs werd een typische Hindelooper kamer getoond. Deze compleet ingerichte kamer kon gedemonteerd worden en werd in 1900 nogmaals in de Franse hoofdstad tentoongesteld. De kamer werd zo bijzonder gevonden dat er ook in Engeland en Duitsland Hindelooper kamers tentoongesteld werden. De allereerste kamer is sinds 1881 in het bezit van het Fries Museum in Leeuwarden.

## Musea
- Eerste Friese Schaatsmuseum met de grootste schaatscollectie ter wereld
- Museum Hindeloopen: Hindelooper schilderkunst, kostuums en scheepvaarthistorie
- Reddingsmuseum KNRM
- Visserijmuseum

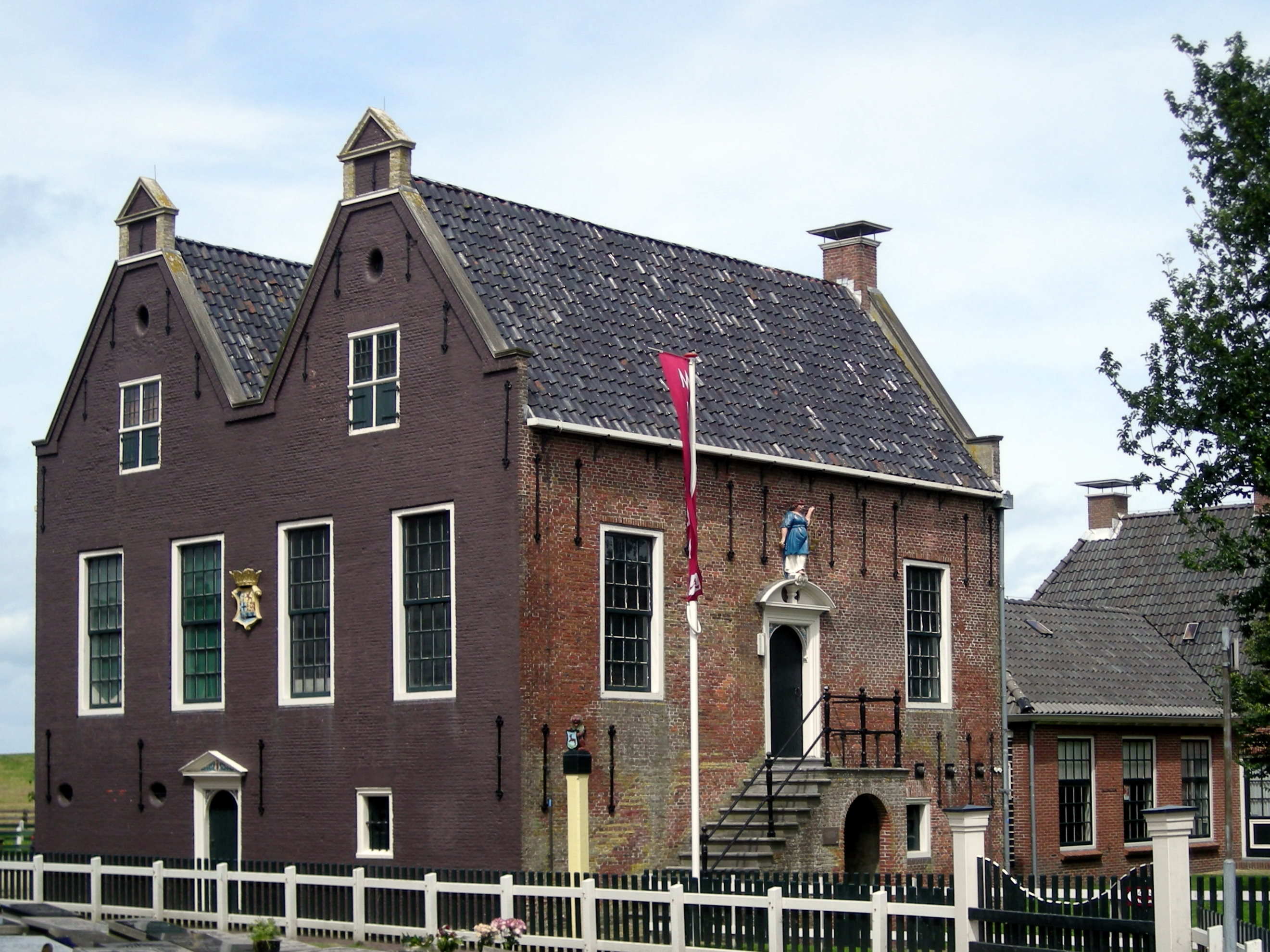
Museum Hindeloopen (2007)
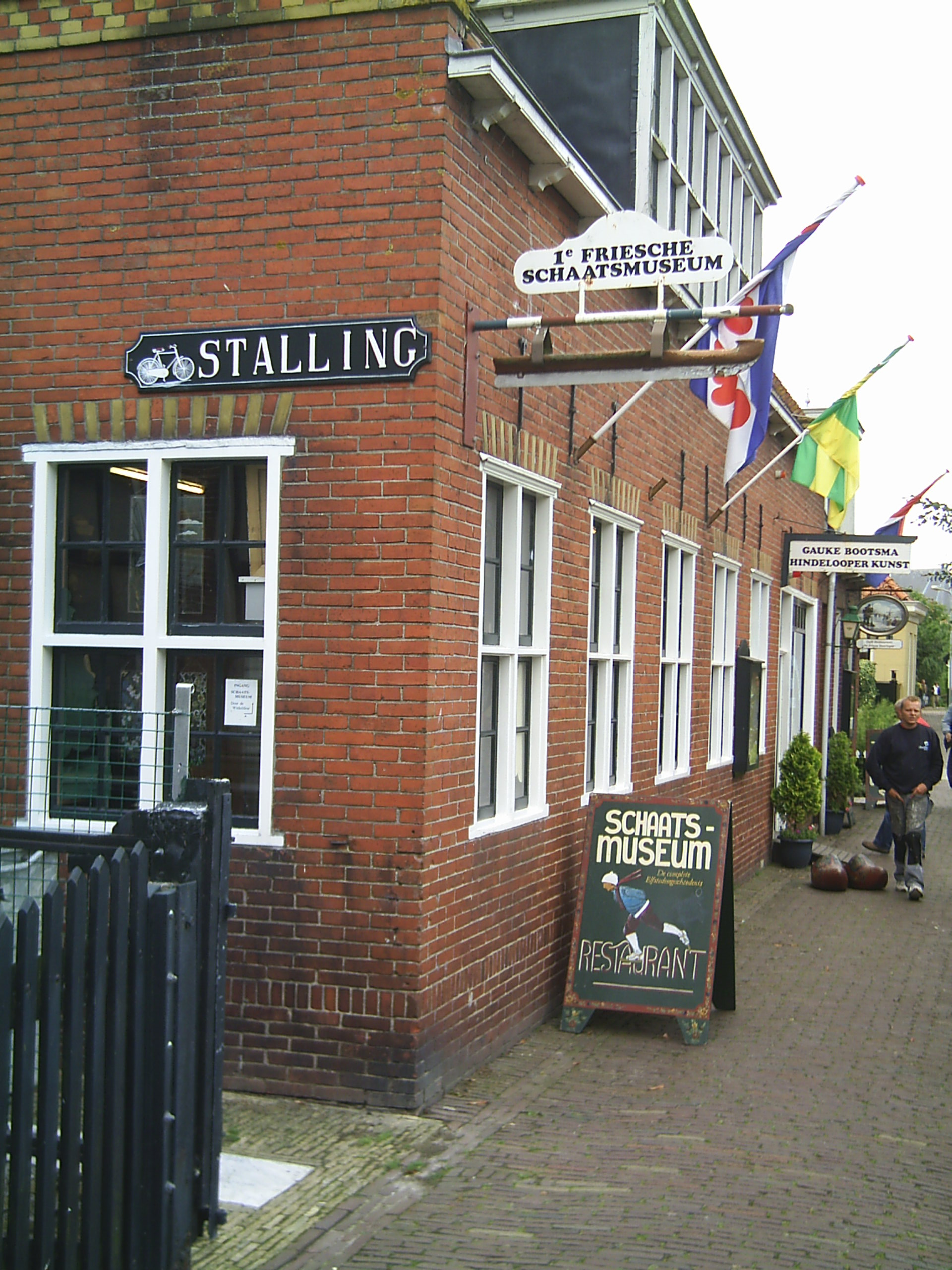
Schaatsmuseum (2007)

## Voorzieningen
Dankzij de watersport en de musea zijn er ondanks het geringe inwonertal relatief veel voorzieningen in Hindeloopen. Zo is er een kleine middenstand en zijn er tien horecagelegenheden. De jachthaven Hindeloopen heeft tal van voorzieningen, zoals een overdekt zwembad, sauna en watersportwinkels.

## Sport
De stad heeft een voetbalvereniging SV Hielpen. Jaarlijks vindt in mei de Hindeloop plaats.

## Cultuur
Op 14 november 1981 en op 23 november 1991 was Hindeloopen de plaats waar de landelijke intocht van Sinterklaas plaatsvond. In Hindeloopen is een viswijvenkoor Grietje Sprot, trekharmonicaclub Hindeloopen en Zeemanskoor Auke Wybesz.

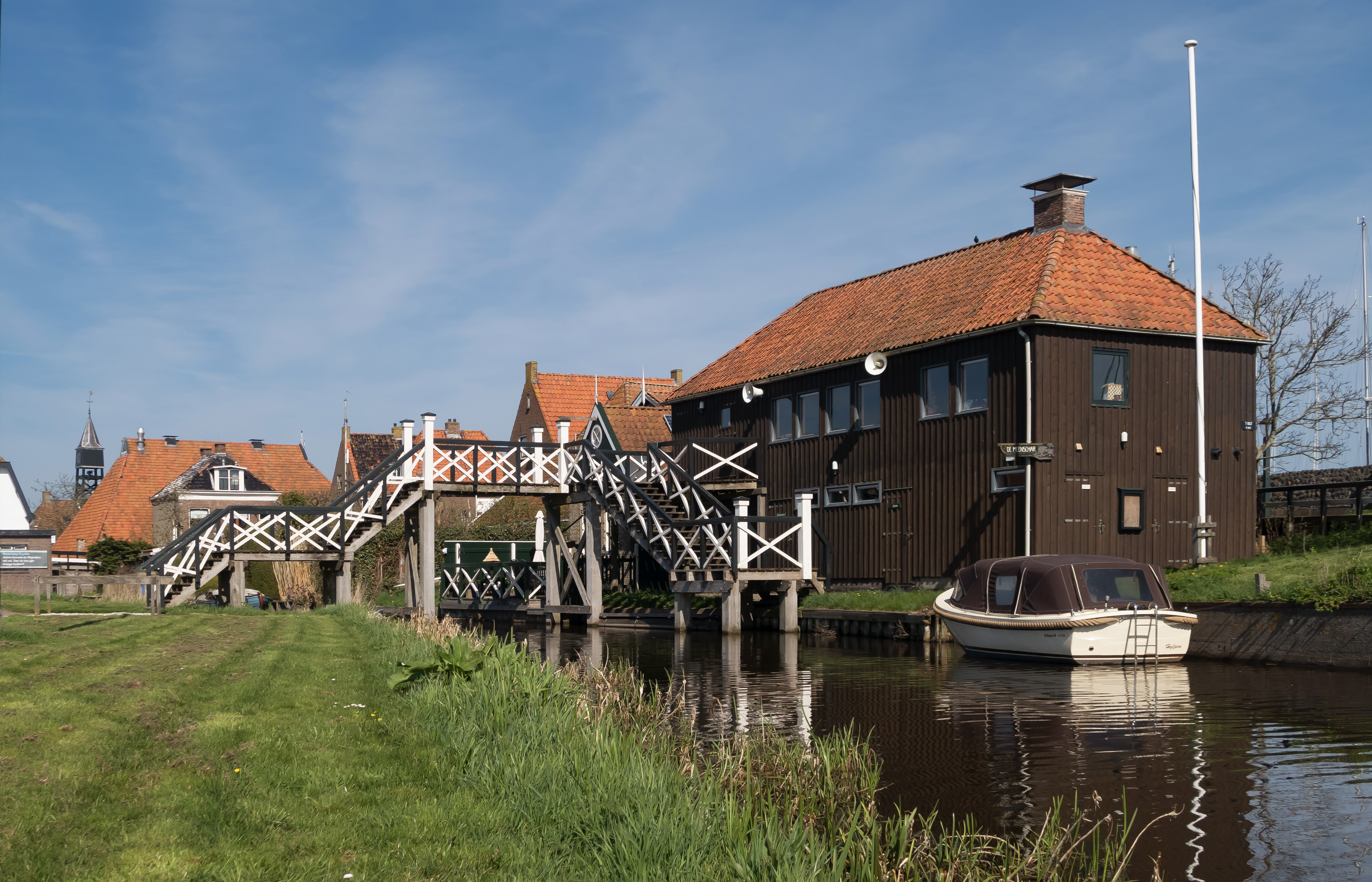
Gebouw bij de binnenkomst van de stad (vanaf Workum) (2018)
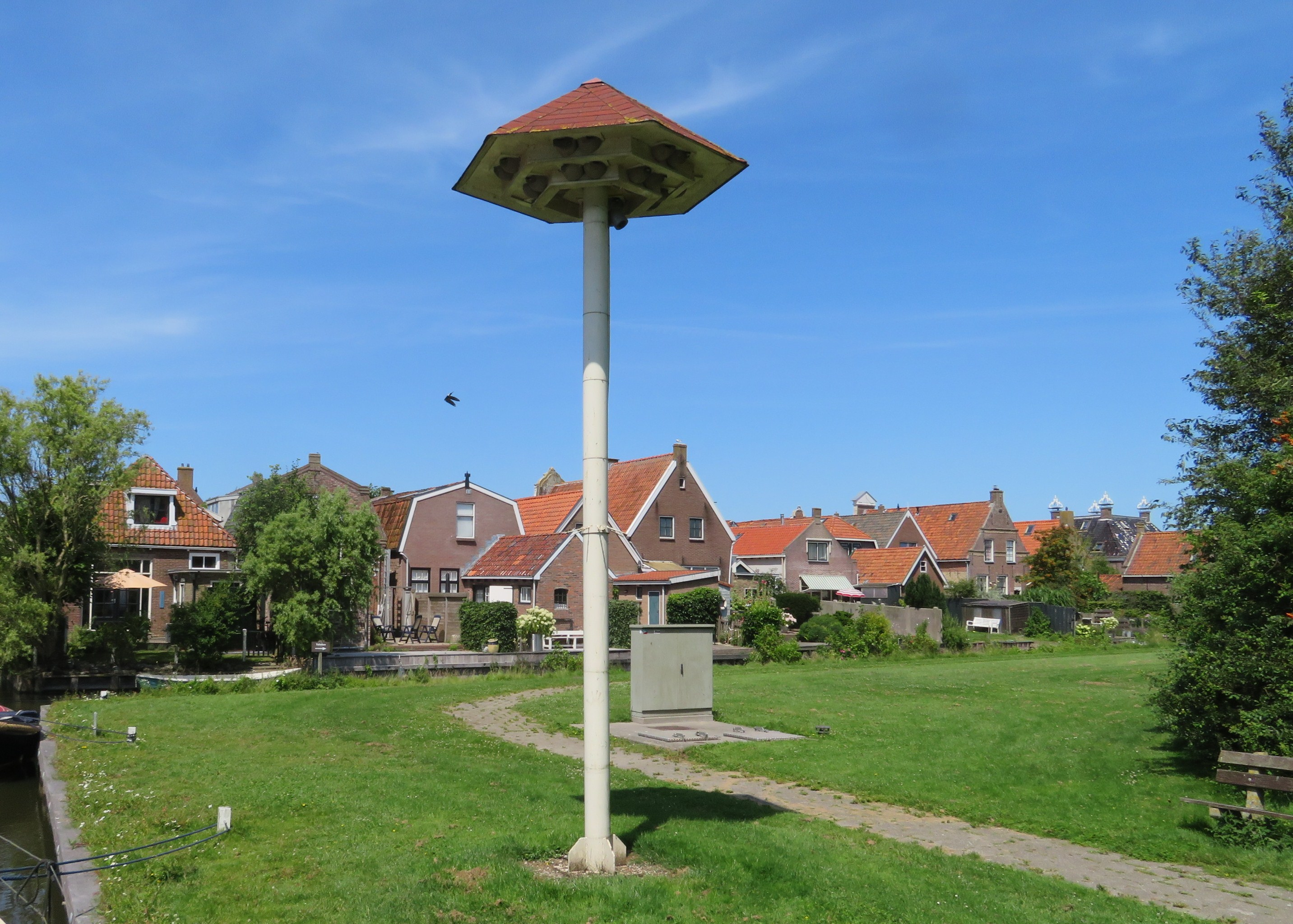
Een van de Zwaluwtillen langs de Zijlroede (2017)
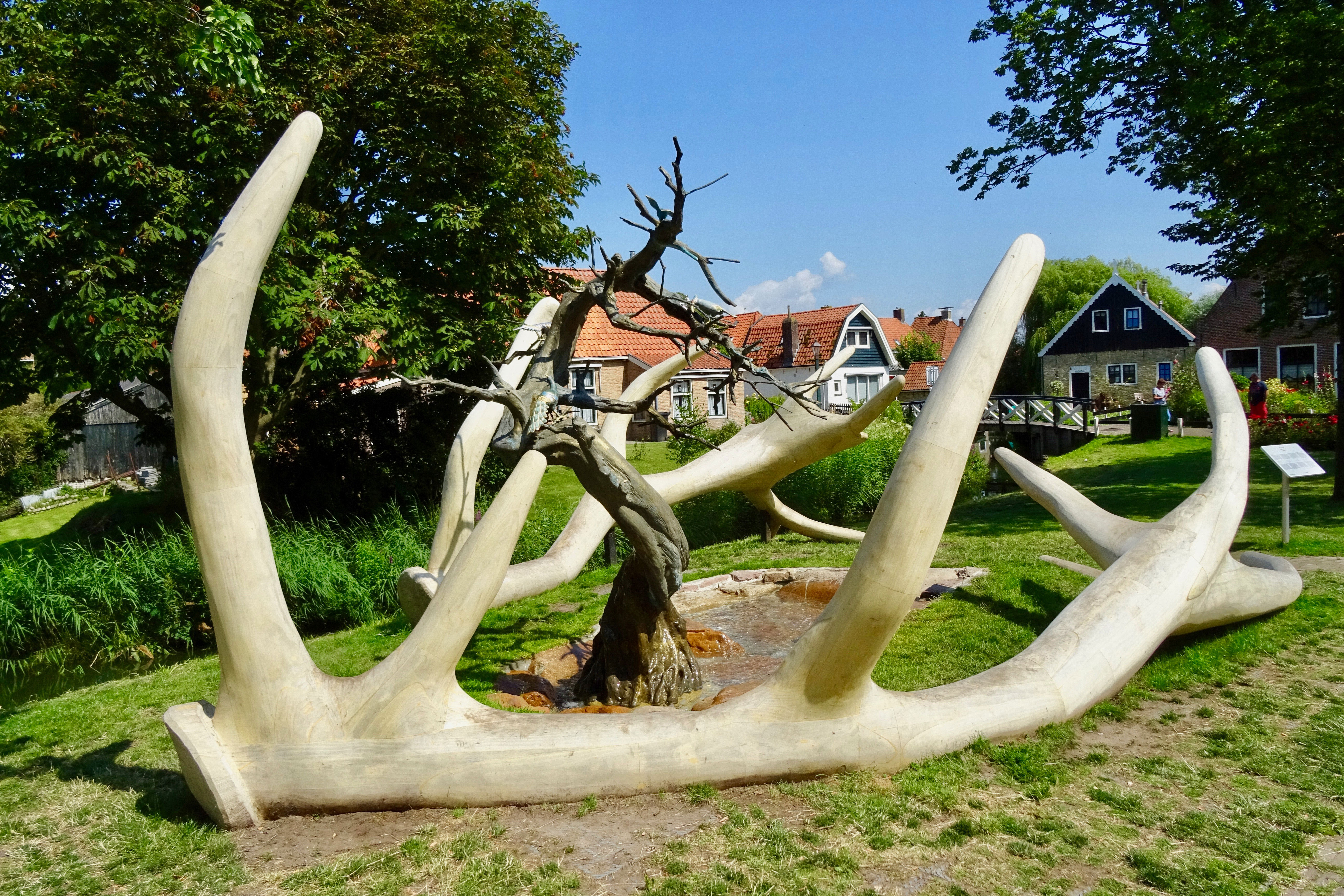
Flora & Fauna, fontein 11Fountains, door Shen Yuan (2019)
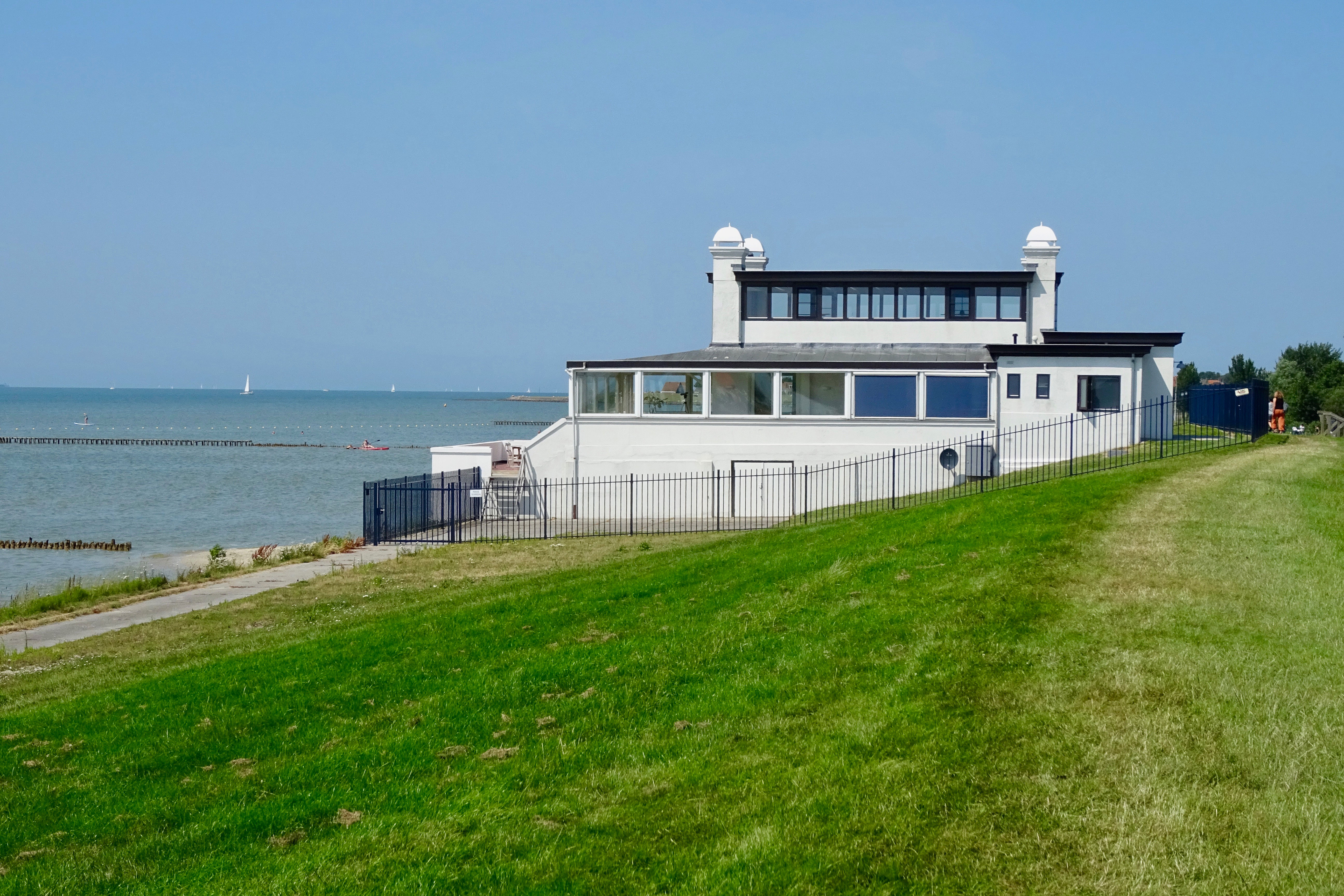
Badpaviljoen ten zuiden van Hindeloopen (2019)
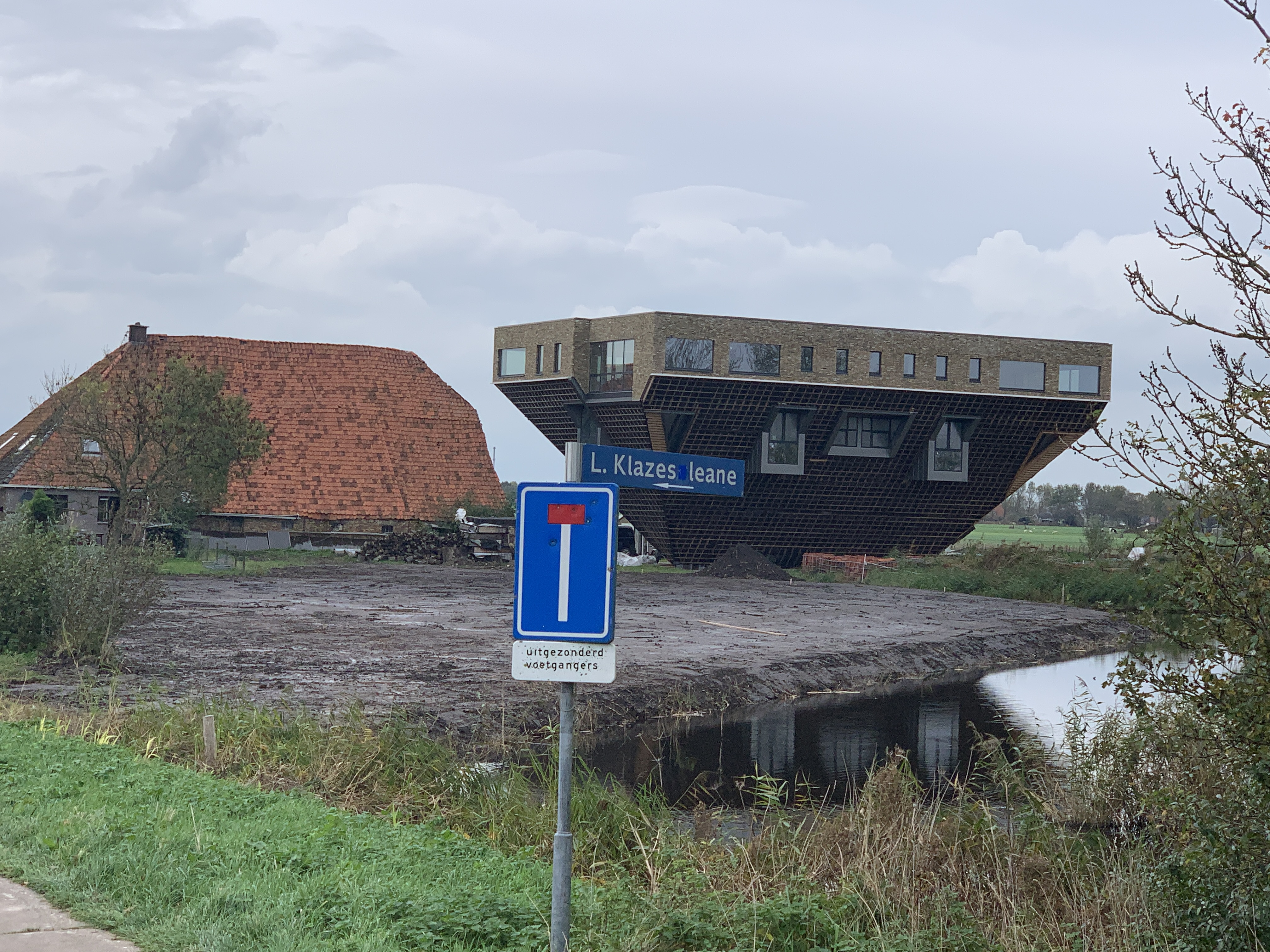
It Lân Skip, een omgekeerde stelpboerderij nabij het station (2020)

## Geboren in Hindeloopen
- Hendrik Lap (1824-1874), schoenmakersknecht en kunstschilder
- Sako Zeverijn (1833-1893), bankier en bankdirecteur
- Douwe Wijbrands (1884-1970), olympisch worstelaar
- Kees van der Zee (1903-1982), olympisch atleet
- Marten van der Kooij (1913-?), schaatser
- Willem Glashouwer sr. (1913-1983), predikant en voorzitter van de Evangelische Omroep
- Dette Glashouwer (1960-), actrice, mime-speelster en theatermaakster
- Jappe Ippes (1655-1718) Hindelooper klipvispionier

## Overleden in Hindeloopen
- Age Buma (1820-1893), politicus
- Hendrik Lap (1824-1874), schoenmakersknecht en kunstschilder
- Peter Tazelaar (1920-1993), verzetsstrijder

## Openbaar vervoer

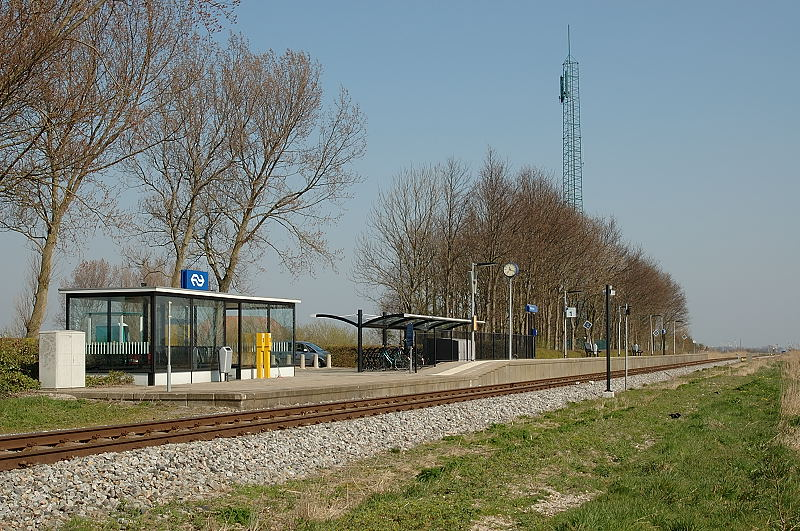
Station Hindeloopen

- Station Hindeloopen ligt anderhalve kilometer ten oosten van Hindeloopen aan de spoorlijn Leeuwarden - Sneek - Stavoren.
- Bus, lijn 102: Makkum - Ferwoude - Workum - Hindeloopen.[6] Ook opstappers 941 en 943 rijden door Hindeloopen.